# 현대 바이슨
현대 바이슨(Hyundai Bison)은 현대자동차가 1977년 8월에 출시한 중형 트럭이다. 
- 포드의 D 시리즈를 기반으로 하여 H형 프레임과 차축을 설계하였으며, 캡은 자체 개발했다.
- 따라서 고유 모델로 볼 수 있다.
- 자동차산업 합리화조치로 인해 1981년에 단종되었다.
- 후속 차종은 1990년에 나온 91A 중형 트럭(미쓰비시 후소 파이터 1세대 베이스)이다.

## 제원
- 출력 형식 : 영국 Perkins 4.236 (직렬 4기통)
- 배기량 : 3,860cc
- 실린더 수 : 4개
- 출력 : 80마력 2.800rpm
- 토크 : 25.1kg*m/1,400rpm
- 변속기 : 6단 수동
- 전장 : 6130mm(3톤), 7300mm(5톤)
- 전폭 : 1990mm(3톤), 2140mm(5톤)
- 전고 : 2160mm(3톤), 2400mm(5톤)
- 휠베이스 : 3105mm(3톤), 4000mm(5톤)
- 몸무게 : 3140kg(3톤), 4000kg(5톤)

## 라인업
- 현대 바이슨 덤프트럭
- 현대 믹서트럭
- 현대 바이슨 3톤 카고트럭
- 현대 바이슨 5톤 카고트럭
- 현대 바이슨 5.5톤 카고트럭
- 현대 바이슨 냉동차
- 현대 바이슨 탱크로리
- 현대 바이슨 분뇨차
- 현대 바이슨 청소차
- 현대 바이슨 트럭